# Federazione italiana delle associazioni fra i sordomuti
La Federazione italiana delle associazioni fra i sordomuti (FIAS) era la più antica associazione della comunità sorda italiana. Nel 2018 è stata rifondata in Federazione Italiana delle Associazioni per Sordi.

## Storia

### Primo incontro
Il 1º Convegno per i diritti dei sordomuti organizzata a Genova fu il primo incontro della comunità sorda, nel 1920.
Nel 1921 la sede nazionale era spostata da Genova a Milano, presso l'ufficio del primo presidente Prestini fino alla sua morte.

### Patto di Padova
Dopo il Patto di Padova da cui nasce l'unico ente per proteggere e tutelare gli interessi ed i diritti dei sordomuti, fu creato a Padova l'Ente nazionale sordomuti, che dopo nel 1932 fu sciolta la FIAS.

### Rifondazione
Nel febbraio del 2018, viene rifondata la FIAS dalle ceneri del 1933, riprendendo lo stesso statuto simile del 1920 riaggiornato ai tempi di oggi.
La prima nascita ufficiale è nel febbraio del 2018, sotto la guida del primo presidente, Laura Santarelli, che riunisce una federazione delle diverse associazioni che appartengono alla comunità sorda italiana.

## Presidenti federali

### Storici
- Enrico Giuseppe Prestini (1920 - 1941)

### Dal 2018
- Laura Santarelli (2018 - 2023)
- Anna Caruso (2023 - in carica)

## Associazioni FIAS
- Accademia Europea Sordi ONLUS
- Associazione Leonardo da Vinci Arte ONLUS
- Patron Miss Mister sordi Alphabet ONLUS
- Consorzio Interassociativo dei Sordi Siciliani
- Associazione Scacchi Italiani Sordi
- Associazione Sordi Veneto
- Associazione Parole e Luce Assisi
- Associazione Sordi Pescara
- Associazione Disabili di Gragnano
- Associazione Sordi Cremaschi
- Movimento Sordi Eguaglianza
- Unione Ipoudenti Liguri
- Associazione Audiolesi e Problemi del Linguaggio "Filippo Ciranni" ONLUS